# JsmePRO!
JsmePRO! (zkratka JsmePRO!) je české politické hnutí oficiálně zaregistrované 9. března 2016 jako Nezávislá iniciativa mladých (zkratka NIM). Hnutí působí v Ústeckém kraji.

## Vývoj názvu a zkratky hnutí
Nezávislá iniciativa mladých, zkratka NIM (9. března 2016 – 12. května 2016)
JsmePRO! Kraj 2016, zkratka JsmePRO! (12. května 2016 – 6. března 2018)
JsmePRO!, zkratka JsmePRO! (od 6. března 2018)

## Vedení hnutí
Předsedou hnutí je od dubna 2016 Jiří Řehák, místopředsedou je od dubna 2024 Pavel Skála. Členkou a pokladnicí je od května 2020 Jindra Rücknágelová.

## Účast ve volbách

### Volby do zastupitelstev krajů

#### Rok 2016
Ve volbách do zastupitelstev krajů v roce 2016 hnutí kandidovalo samostatně do Zastupitelstva Ústeckého kraje. Se ziskem 9 048 hlasů (tj. 4,85 %) se však do zastupitelstva nedostalo.

#### Rok 2020
Ve volbách do zastupitelstev krajů v roce 2020 hnutí kandidovalo do Zastupitelstva Ústeckého kraje v rámci koalice „Spojenci pro kraj“ (tj. JsmePRO!, Zelení, TOP 09, SNK ED a LES). Koalice získala 12 220 hlasů (tj. 6,11 %) a čtyři mandáty (z toho jeden obdrželo hnutí JsmePRO!) v 55členném zastupitelstvu. Po volbách vytvořili krajskou koalici hnutí ANO, ODS a „Spojenci pro kraj“. Předseda hnutí JsmePRO! Jiří Řehák byl zvolen náměstkem hejtmana Ústeckého kraje pro oblast cestovního ruchu, kultury a památkové péče.

#### Rok 2024
Ve volbách do zastupitelstev krajů v roce 2024 hnutí kandidovalo do Zastupitelstva Ústeckého kraje v rámci koalice „Spojenci pro kraj“ (tj. TOP 09, JsmePRO!, SNK ED a Zelení). Ta získala 4,01 % platných hlasů a nedostala se tak do zastupitelstva.

### Volby do Senátu PČR

#### Rok 2016
Ve volbách do Senátu PČR v roce 2016 kandidoval v obvodu č. 31 – Ústí nad Labem za koalici tvořenou SZ, Piráty a hnutím JsmePRO! podnikatel a filantrop Martin Hausenblas. V prvním kole získal 3 432 hlasů (tj. 12,14 %), skončil třetí, a nepostoupil tak do druhého kola.

#### Rok 2024
Ve volbách do Senátu PČR v roce 2024 kandidoval za hnutí SEN 21 v obvodu č. 32 – Teplice předseda hnutí JsmePRO! Jiří Řehák. V prvním kole získal 5 146 hlasů (tj. 20,77 %), skončil třetí a nepostoupil tak do druhého kola.

### Volby do zastupitelstev obcí

#### Rok 2018
Ve volbách do zastupitelstev obcí v roce 2018 hnutí získalo celkem 6 mandátů.

#### Rok 2022
Ve volbách do zastupitelstev obcí v roce 2022 hnutí získalo celkem 9 mandátů.

## Volební výsledky

### Zastupitelstvo Ústeckého kraje
| Volby | Kraj         | Kandidátní listina | Hlasy  | Hlasy | Mandáty | Mandáty |
| Volby | Kraj         | Kandidátní listina | Celkem | %     | Mandáty | Mandáty |
| Volby | Kraj         | Kandidátní listina | Celkem | %     | Zvoleno | ±       |
| ----- | ------------ | ------------------ | ------ | ----- | ------- | ------- |
| 2016  | Ústecký kraj | JsmePRO! Kraj 2016 | 9 048  | 4,85  | 0/55    | ▬0      |
| 2020  | Ústecký kraj | Spojenci pro kraj  | 12 220 | 6,11  | 1/55    | ▲1      |
| 2024  | Ústecký kraj | Spojenci pro kraj  | 7 112  | 4,01  | 0/55    | ▼1      |

V roce 2012 nemělo uskupení JsmePRO! právní subjektivitu. Koalice Hnutí PRO! kraj (SZ, KDU-ČSL a HNHRM), na kterou hnutí JsmePRO! fakticky navazuje, získala v krajských volbách 2012 8,15 % platných hlasů a 6 mandátů, z toho 4 pro nominanty Strany zelených a 2 pro nominanty Hnutí nezávislých za harmonický rozvoj obcí a měst.

### Senát PČR
| Volby | Senátní obvod          | Kandidát          | Volební strana | Volební strana       | Navrhující strana | Politická příslušnost | První kolo | První kolo | Druhé kolo | Druhé kolo |
| Volby | Senátní obvod          | Kandidát          | Volební strana | Volební strana       | Navrhující strana | Politická příslušnost | Hlasy      | Hlasy      | Hlasy      | Hlasy      |
| Volby | Senátní obvod          | Kandidát          | Volební strana | Volební strana       | Navrhující strana | Politická příslušnost | Celkem     | %          | Celkem     | %          |
| ----- | ---------------------- | ----------------- | -------------- | -------------------- | ----------------- | --------------------- | ---------- | ---------- | ---------- | ---------- |
| 2016  | č. 31 – Ústí nad Labem | Martin Hausenblas |                | SZ, Piráti, JsmePRO! | JsmePRO!          | BEZPP                 | 3 432      | 12,14      | –          | –          |
| 2024  | č. 32 – Teplice        | Jiří Řehák        |                | SEN 21               | SEN 21            | JsmePRO!              | 5 146      | 20,77      | –          | –          |

### Zastupitelstva obcí
| Volby | Mandáty | Mandáty |
| Volby | Zvoleno | ±       |
| ----- | ------- | ------- |
| 2018  | 6/61950 | ▲6      |
| 2022  | 9/61780 | ▲3      |